# Електронна промисловість

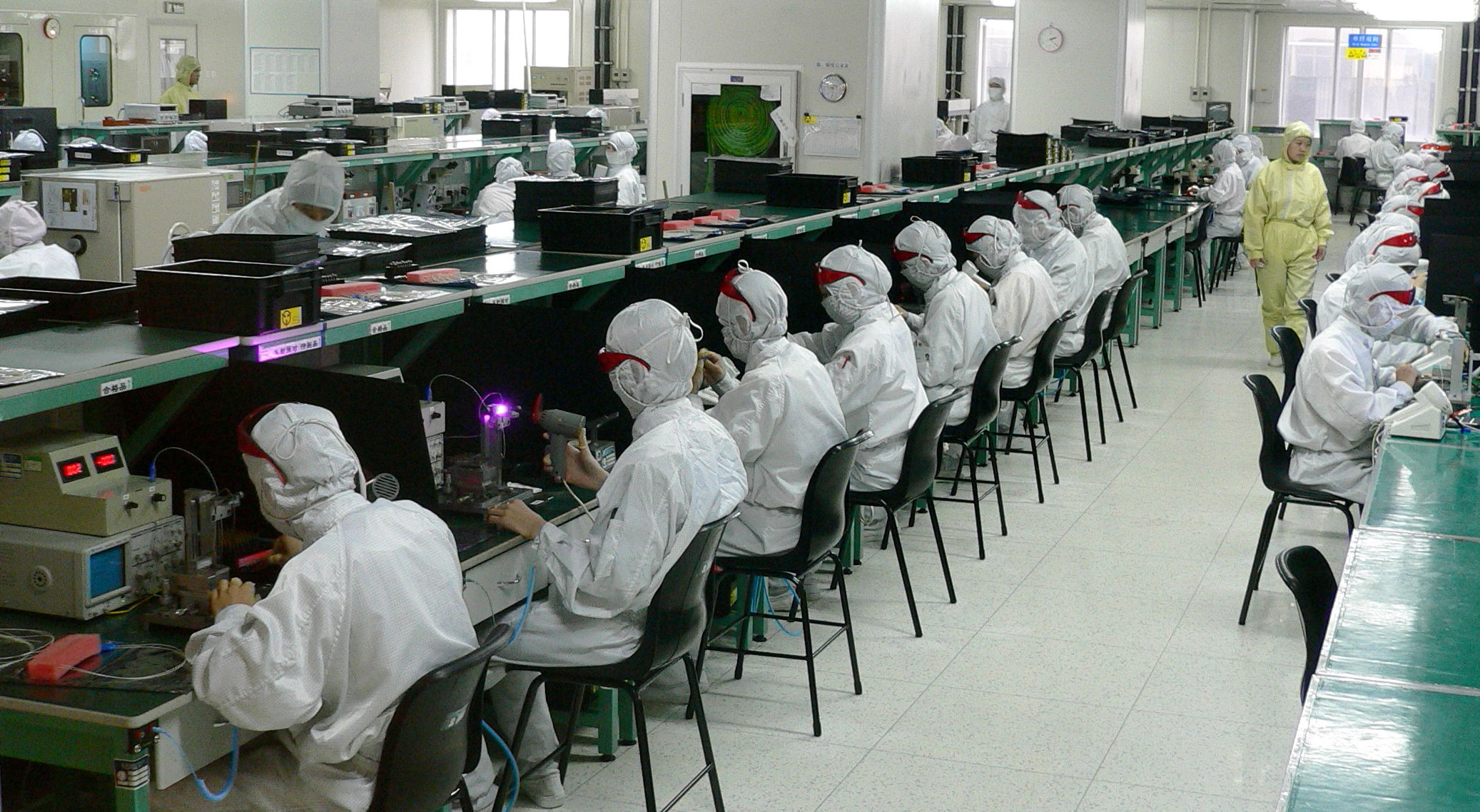
Робітники заводу електроніки в Шеньчжені, Китай. 2005 р.

Електронна промисловість (ЕП) — галузь промисловості, яка виробляє електронні прилади (напівпровідникові, електровакуумні, пьєзокварцеві прилади, вироби квантової, кріогенної і оптоелектроніки, інтегральної оптики), резистори, конденсатори, штепсельні роз'єми і інші радіокомпоненти, спеціальне технологічне устаткування і апаратуру. Виробництво електронних компонентів і виробів з них, наукомістка галузь сучасного машинобудування, в цілому до ⅔ всієї продукції електронної промисловості — складна наукомістка техніка. Одна з провідних галузей світової індустрії.

## Загальний опис
Електронна промисловість — галузь, яка характеризується високим рівнем концентрації виробництва, спеціалізацією та кооперуванням, комплексним розвитком. Великі спеціалізовані електронні підприємства виготовляють широкий асортимент електронної продукції. Значну роль у розвитку спеціалізації та кооперації виробництва відіграє створення типових параметричних рядів найважливішої електронної техніки, розробка основних прогресивних конструкцій і технологічних процесів, комплексна стандартизація. З розвитком сучасних тенденцій в електроніці принципово змінилася технологія виготовлення електронних пристроїв. На зміну традиційним методам обробки матеріалів приходять технологічні процеси, засновані на використанні фотолітографії, електронно-променевої, плазмової та плазмохімічної обробки, дифузії, іонної імплантації. Головною особливістю використовуваної в промисловості сировини є її надвисока чистота, оскільки наявність домішок визначає техніко-експлуатаційні характеристики електронних пристроїв.
Електронна промисловість характеризується швидким зростанням обсягів виробництва, розширенням номенклатури напівпровідникових (особливо інтегральних схем), квантових, кріоелектронних приладів, а також приладів на основі акустичної і магнітоелектроніки; стрімко розширюється виробництво мікрокомп'ютерів, кольорових кінескопів (рідкокристалічних матриць), електронних калькуляторів, у тому числі програмованих, відеомагнітофонів, електронних годинників, висококласних стереосистем, мікрохвильових печей тощо.
Продукція ЕП використовується в різних галузях науки і техніки (космонавтика, радіофізика, кібернетика, обчислювальна техніка, телекомунікації, медицина та ін.), при створенні сучасних систем управління, радіотехнічних пристроїв, пристроїв і засобів автоматизації в промисловості, сільському господарстві, транспорті і для цілей оборони.
Електронна промисловість розвивається випереджаючими темпами, ніж інші галузі промисловості. Характеризується високим ступенем монополізації та концентрації виробництва (особливо в США).

## Групи компонентів
Особливістю електронної промисловості є створення потужного виробництва масових комплектуючих виробів, які можна поділити на три групи:
- 1) активні електронні компоненти, здатні перетворювати електричні або світлові сигнали (діоди, транзистори, лазери, інтегральні схеми різної складності та ін.);
- 2) пасивні електронні компоненти (резистори, конденсатори, трансформатори та ін.);
- 3) електромеханічні та механічні компоненти (реле, вимикачі, пристрої для друкування, пульти управління комп'ютерами, телевізорами та ін.).

## Історія
- Історія розвитку електроніки[en]

Електротехніка була започаткована в XIX столітті, що призвело до розробки таких винаходів, як грамофони, радіопередавачі, приймачі та телебачення. Вакуумна трубка використовувалася для ранніх електронних пристроїв, але згодом була значною мірою витіснена напівпровідниковими компонентами як фундаментальною технологією промисловості.

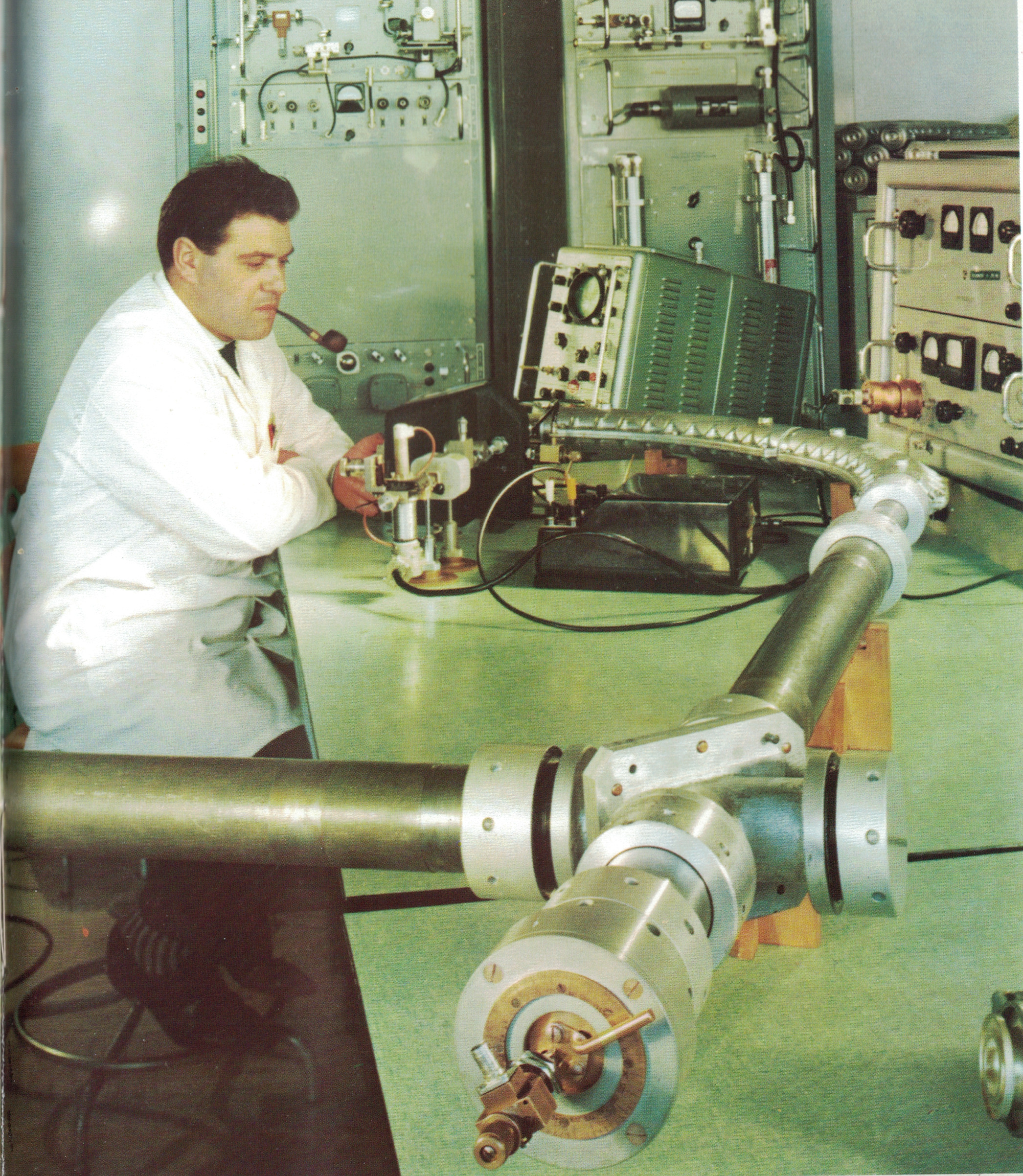
Презентація роботи Маркусі з круговим хвилеводом в лабораторії CGE, 1967 рік

Перший робочий транзистор, транзистор з точковим контактом, був винайдений Джоном Бардіном і Уолтером Хаузером Браттейном у лабораторії Белла в 1947 році, що призвело до значних досліджень у галузі твердотільних напівпровідників протягом 1950-х років. Це призвело до появи індустрії споживчої електроніки для домашніх розваг, починаючи з 1950-х років, головним чином завдяки зусиллям Tokyo Tsushin Kogyo (тепер Sony) з успішної комерціалізації транзисторної технології для масового ринку з доступними транзисторними радіоприймачами, а потім транзисторними телевізорами.
У промисловості працює велика кількість інженерів і техніків з електроніки для проєктування, розробки, тестування, виробництва, встановлення та ремонту електричного й електронного обладнання, такого як комунікаційне обладнання, медичні пристрої моніторингу, навігаційне обладнання та комп'ютери. Звичайними виробленими частинами є з'єднувачі, системні компоненти, клітинні системи та комп'ютерні аксесуари, виготовлені зі сплаву сталі, міді, латуні, нержавіючої сталі, пластику, сталевих трубок та інших матеріалів.
Електронна промисловість зародилася у США, потім перейшла до Європи та Японії, а тепер змістилася до країн нової індустріалізації. Зараз такі нові індустріальні країни, як Республіка Корея, Сингапур, Тайвань, Бразилія, входять до десятки перших країн, поступаючись лише США, Японії, ФРН, Великій Британії та Франції. Спочатку в цих країнах лише збирали побутову електроніку з американських, європейських та японських деталей; тепер тут впроваджують своє інтегроване виробництво, шо містить всі основні стадії. Випускаються персональні комп'ютери, великі інтегральні схеми, периферійні системи обладнання для електронного проєктування, засоби зв'язку, волоконна оптика тошо. Зараз щороку у світі виготовляться до 85 млн персональних комп'ютерів. Лідер з їх виробництва — компанія Compaq (США).
У 80-ті роки XX століння (1984—1991 рр.) попереду були японські ТНК, серед яких NEC, Toshiba і Hitachi, що контролювали 1/4 світового ринку всіх видів напівпровідників. Частка поступалися їм американських Intel і Motorola була вдвічі менше — 1/8. У 1993 р Intel перейшла з четвертого на перше місце, а Motorola — на третє, потіснивши японські ТНК.
У 1990-ті роки з'явилися помітні відмінності в якості продукції, що виготовляється в окремих групах країн: персональні комп'ютери США, Японії, Західної Європи, орієнтовані на рівень вимогливого ринку, відрізнялися найвищою якістю — ця продукція ретельно контролювалася, характеризувалась своєю енергоекономічністю і екологічністю («зелені комп'ютери») — їх визначали як комп'ютери т. н. білої збірки. У ряді ж нових індустріальних країн багато місцевих фірм (крім зазначених в ТНК) збирають комп'ютери за технологією «викрутки» з імпортних комплектуючих, з малою часткою власних деталей не найвищої якості. Вони відрізнялися меншою надійністю, гіршими техніко-економічним і параметрами і призначені для менш заможної і менш вимогливого покупця — ці комп'ютери ставилися до виробів жовтої збірки (а продукцію заводів Східної Європи, з усіма її перевагами і недоліками, іменували «чорвоного складання»).
В даний час структура світової електронної промисловості чітко відображає головні зміни в складі її виробництв, що відбулися за останні 40 років бурхливого розвитку. Найвища частка (до 45 % загального обсягу продукції галузі у вартісному вираженні) припадає на різні види обчислювальної техніки — від калькуляторів до комп'ютерів, які використовуються у виробництві, у військовому та іншому обладнанні. Вельми значна питома вага комплектуючих виробів, особливо мікросхем і інших компонентів — 20 %. Близько 5-8 % становить частка обладнання для систем зв'язку і приблизно 10 % — всієї масової побутової електронної апаратури. До 15 % припадає на різного роду медичне, наукове та інше електронне обладнання.

## За країнами

### В Україні
В Україні електронна промисловість набула розвитку в 60-х рр. ХХ століття, як складова частина електронної промисловості СРСР.
В Україні ця галузь теж широко представлена: більшість продукції виробляється на підприємствах військово-промислового комплексу. Серед центрів виділяються Київ, Дніпро, Львів, Одеса, Харків, Сімферополь.
Ситуація станом на 2013 рік з електронною промисловістю в Україні не відповідала загальносвітовим тенденціям, які свідчили про розвиток цієї галузі виробництва. Так, обсяг світового ринку радіоелектроніки становив у 2011 році 2,3 трлн доларів США.

### В СРСР
- Електронна промисловість СРСР[ru]

Початок промислового виробництва окремих видів електронних пристроїв сягає 1920-х років. Навіть у 20-30-х роках СРСР мав пріоритет у галузі створення та промислового виробництва нових видів електронних приладів: ультрависокочастотних приладів, електронно-променевих трубок, фотопомножувачів та ін. Бурхливий розвиток електронної техніки був досягнутий після Другої світової війни в 1939—1945 рр.
У 1961 році був створений Державний комітет Ради Міністрів СРСР з електронної техніки, а в 1965 році — Міністерство електронної промисловості СРСР.
У 1966-75 роках обсяг виробництва зріс у кілька разів, продуктивність праці більш ніж у 4 рази. Основними шляхами вдосконалення виробництва в електроніці є комплексна механізація і автоматизація, заснована на створенні високопродуктивного устаткування і апаратів, автоматизованих ліній, керованих ЕОМ (електронно-обчислювальною машиною), впровадження прогресивних технологічних процесів, заснованих на передових наукових і технічні досягнення.

### У США
В США (Електронна промисловість США, див. Промисловість США) діє SEMATECH — консорціум з уряду й приватних компаній-виробників електроніки (у його активі — успішне подолання американського відставання від японців в галузі мікроелектроніки). 2022 року було прийнято Закон про чипи (CHIPS and Science Act), інвестиції за ним у напівпровідникову промисловість країни складуть 52 мільярди доларів, це має допомогти подолати дефіцит напівпровідників, зміцнити позиції США на світовому ринку, а також забезпечити технологічний суверенітет, зменшивши залежність від Тайваню.

### У Японії
У Японії електронна промисловість має суттєвий розвиток з середини ХХ ст.
В Японії (як відповідь на американські заходи) створено приватно-державний консорціум SELIT.

### У Євросоюзі
У Євросоюзі є організаційна мегапрограма «ЕР7», фінансована з бюджету ЄС (в її рамках ведеться опанування нових технологічних рівнів мікро- й нанотехнології). Також реалізується інтегрована програма «MEDIA+», спрямована на те, щоб перетворити Європу в лідера системних інновацій у напівпровідникових технологіях, орієнтованих на «електронну економіку».
8 лютого 2022 року Європейська комісія прийняла Закон «Про європейські чипи», який дозволить залучити до 2030 року 15 млрд євро у вигляді додаткових державних та приватних інвестицій (це понад 30 млрд євро раніше запланованих державних інвестицій з різних джерел); Мета цієї нової ініціативи полягала в тому, щоб «до 2030 року мати 20 % частки світового ринку виробництва чипів» (наразі частка Європи становить 9 %)..
Міжнародна організація SEMI (англ. Semiconductor Equipment and Materials International), об'єднання виробників продукції, обладнання та матеріалів електронної техніки. Крім іншого, SEMI займається розробкою міжнародних стандартів і перспективних планів розвитку світової електронної промисловості.

### Інші
- Електронна промисловість Бангладеш[en]
- Електронна промисловість Білорусі[en]
- Електронна промисловість Колумбії[en]
- Електронна промисловість Фінляндії[en]
- Електронна промисловість Росії[ru]
- Електронна промисловість КНР[en]
- Електронна промисловість Малайзії[en]
- Електронна промисловість Філіппін[en]
- Електронна промисловість Таїланду[en]
- Електронна промисловість Тайваню
- Електронна промисловість Південної Кореї

## Споживча електроніка
Побутова електроніка — це вироби, призначені для повсякденного використання, найчастіше для розваг, зв'язку та виробничої продуктивності. Радіомовлення на початку XX століття принесло перший великий споживчий продукт, радіоприймач. Пізніші продукти включають персональні комп'ютери, телефони, MP3-плеєри, стільникові телефони, смартфони, аудіообладнання, телевізори, калькулятори, автомобільну електроніку GPS, цифрові фотоапарати та плеєри та рекордери з використанням відео носіїв, таких як DVD, відеомагнітофони або відеокамери. Ці продукти дедалі більше базуються на цифрових технологіях і значною мірою зливаються з комп'ютерною індустрією в тому, що все частіше називають споживанням інформаційних технологій.
Асоціація споживчої електроніки (CEA) прогнозувала вартість річних продажів споживчої електроніки в Сполучених Штатах у понад $170 млрд у 2008 році. Очікується, що до 2020 року світові річні продажі побутової електроніки досягнуть $2,9 трл.

## Виробники
Існують також малі підприємства, що спеціалізуються на виробництві окремих елементів приладів, вимірювальної техніки та інших електронних компонентів.
Найбільшими компаніями є:
- США — Fairchild Camera and Instrument[en], National Semiconductor, Radio Corporation of America, Intel, Rockwell, Texas Instruments, Motorola, Mostek[en], Micron[17];
- Японія — Nippon Electric Company, Toshiba, Panasonic, Sony;
- Німеччина — Siemens, AEG — Telefunken[en];
- Італія — STMicroelectronics — APEC;
- Велика Британія — Plessey[en], English Electric, Mallard;
- Франція — Thomson-CSF[en] (Thomson Corporation[en] — CSF[en]), Thales Group, Sescosem[fr]
- Південна Корея — Daewoo, LG Group, Samsung Electronics, SK Hynix
- КНР — Lenovo, Xiaomi, Huawei
- Малайзія — Pensonic Group[en], Teras Teknologi[en]
- Тайвань — ASUS, Foxconn, HTC, Quanta Computer

## Вплив на навколишнє середовище
Електричні відходи містять небезпечні, цінні та дефіцитні матеріали, а в складній електроніці можна знайти до 60 елементів.
Сполучені Штати та Китай є світовими лідерами з виробництва електронного сміття, кожна з яких викидає близько 3 мільйонів тонн щороку. Китай також залишається основним звалищем електронних відходів для розвинених країн. За оцінками UNEP, у деяких країнах, що розвиваються, таких як Індія, протягом наступного десятиліття кількість електронних відходів, включаючи мобільні телефони та комп'ютери, може зрости на 500 відсотків.
Підвищення обізнаності про навколишнє середовище призвело до змін у конструкції електроніки, щоб зменшити або виключити токсичні матеріали та зменшити споживання енергії. Директива щодо обмеження використання небезпечних речовин (RoHS) і Директива щодо відходів електричного та електронного обладнання (WEEE) були видані Європейською Комісією в 2002 році.

## Найбільші сектори електронної промисловості
| Сектор промисловості                           | Річний дохід         | Рік  | Прим   |
| ---------------------------------------------- | -------------------- | ---- | ------ |
| B2B електронна комерція (бізнес до бізнесу)    | $25 516 000 000 000  | 2017 | [ 20 ] |
| Технологічна індустрія (високі технології)     | US$4 800 000 000 000 | 2018 | [ 21 ] |
| Мобільні технології                            | $3 900 000 000 000   | 2018 | [ 22 ] |
| B2C електронна комерція (бізнес для споживача) | $3 851 000 000 000   | 2017 | [ 20 ] |
| Побутова електроніка                           | $1 712 900 000 000   | 2016 | [ 16 ] |
| Напівпровідникова промисловість                | $481 000 000 000     | 2018 | [ 23 ] |
| Сервісні телевізійні мережі                    | $407 700 000 000     | 2017 | [ 24 ] |
| Силова електроніка                             | $216 000 000 000     | 2011 | [ 25 ] |
| TFT рідкокристалічні дисплеї (TFT LCD)         | $141 000 000 000     | 2017 | [ 26 ] |
| Відеоігри                                      | $137 900 000 000     | 2018 | [ 27 ] |
| Кіноіндустрія домашнього кіно                  | $55 700 000 000      | 2018 | [ 28 ] |
| Музичні сервіси та музична дистрибуція         | $11 200 000 000      | 2018 | [ a ]  |

## Зауваження
1. ↑  Цифрова музика  – US$11,2 млрд.[29]
  - Потокове мультимедіа  – US$8,9 млрд.
  - Цифрова дистрибуція  – US$2,3 млрд.